# Giovanni Fornerón
Giovanni Arthur Fornerón Pedrozo (San Ignacio, Departamento de Misiones, Paraguay, 18 de octubre de 1988) es un futbolista paraguayo. Juega en la posición de mediocampista y su actual equipo es Ytororo FBC de Paraguay.

## Clubes
| Club              | País     | Año             |
| ----------------- | -------- | --------------- |
| 31 de Julio       | Paraguay | 2008            |
| Audax Italiano    | Chile    | 2009            |
| Provincial Osorno | Chile    | 2009 - 2010     |
| Audax Italiano    | Chile    | 2010 - 2011     |
| Ytororo FBC       | Paraguay | 2012 - presente |